# Patrizia Ritondo
Patrizia Ritondo (Petralia Sottana, 18 settembre 1974) è un'ex mezzofondista ed ex maratoneta italiana.

## Palmarès
| Anno | Manifestazione             | Sede              | Evento        | Risultato | Prestazione | Note                          |
| ---- | -------------------------- | ----------------- | ------------- | --------- | ----------- | ----------------------------- |
| 1992 | Mondiali juniores          | Seul              | 10000 m piani | 13ª       | 34'52"90    |                               |
| 1993 | Europei juniores           | San Sebastián     | 3000 m piani  | 9ª        | 9'28"10     | Miglior prestazione personale |
| 1993 | Europei juniores           | San Sebastián     | 10000 m piani | Oro       | 34'26"06    | Miglior prestazione personale |
| 1993 | Mondiali di cross          | Amorebieta-Etxano | Corsa U20     | 77ª       | 16'03"      |                               |
| 1993 | Mondiali di cross          | Amorebieta-Etxano | A squadre     |           |             |                               |
| 1996 | Mondiali di mezza maratona | Palma di Maiorca  | Individuale   | 31ª       | 1h16'04"    |                               |
| 1996 | Mondiali di mezza maratona | Palma di Maiorca  | A squadre     | Bronzo    | 3h41'28"    |                               |
| 1998 | Europei                    | Budapest          | Maratona      | dnf       | dnf         |                               |
| 2003 | Mondiali di mezza maratona | Vilamoura         | Individuale   | 45ª       | 1h16'49"    |                               |
| 2003 | Mondiali di mezza maratona | Vilamoura         | A squadre     |           |             |                               |

## Campionati nazionali
1990
- Oro ai campionati italiani allievi, 1500 m piani[1]

1992
- 7ª ai campionati italiani assoluti, 10000 m piani - 34'52"

1993
- Oro ai campionati italiani juniores, 3000 m piani - 9'58"66

1994
- 12ª ai campionati italiani assoluti, 10000 m piani - 35'42"77
- 30ª ai campionati italiani di corsa campestre - 22'23"

1995
- 8ª ai campionati italiani di maratonina - 1h19'10"
- 4ª ai campionati italiani promesse, 5000 m piani - 17'15"20

1996
- 14ª ai campionati italiani assoluti, 10000 m piani - 35'38"76
- 4ª ai campionati italiani di maratonina - 1h14'44"

1998
- Bronzo ai campionati italiani di corsa campestre - 20'14"0
- 6ª ai campionati italiani di maratonina - 1h19'15"

1999
- 13ª ai campionati italiani assoluti, 10000 m piani - 36'51"19
- 11ª ai campionati italiani di corsa campestre - 29'15"

2000
- Oro ai campionati italiani di maratona - 2h48'56"
- 7ª ai campionati italiani assoluti, 5000 m piani - 16'31"57
- 11ª ai campionati italiani di corsa campestre - 30'03"6

2001
- Oro ai campionati italiani di maratona - 2h33'38"
- 11ª ai campionati italiani assoluti, 5000 m piani - 17'08"61
- 8ª ai campionati italiani di maratonina - 1h16'47"

2002
- 9ª ai campionati italiani assoluti, 10000 m piani - 34'53"75
- 12ª ai campionati italiani assoluti, 5000 m piani - 16'40"02
- Bronzo ai campionati italiani di corsa campestre - 14'22"
- 12ª ai campionati italiani di maratonina - 1h14'21"

2003
- 8ª ai campionati italiani indoor, 3000 m piani - 9'46"31
- 7ª ai campionati italiani di maratonina - 1h15'24"

2004
- 7ª ai campionati italiani assoluti indoor, 3000 m piani - 9'33"00
- 7ª ai campionati italiani assoluti indoor, 1500 m piani - 4'35"52
- 16ª ai campionati italiani di maratonina - 1h20'15"

## Altre competizioni internazionali[2]
1994
- 4ª alla Stramilano ( Milano) - 1h12'55"
- 15ª al Campaccio ( San Giorgio su Legnano) - 24'24"

1995
- Argento alla Roma-Ostia ( Roma) - 1h13'29"

1996
- 6ª alla Maratona d'Italia ( Carpi) - 2h38'03"
- Oro alla Roma-Ostia ( Roma) - 1h13'07"
- 9ª ai Mondiali militari di corsa campestre ( Rabat)

1997
- 4ª alla Maratona di Torino ( Torino) - 2h35'33"
- 4ª al Giro podistico internazionale di Castelbuono ( Castelbuono) - 19'14"

1998
- 6ª alla Maratona di Torino ( Torino) - 2h41'23"
- 4ª alla Roma-Ostia ( Roma) - 1h16'48"
- 8ª al Giro podistico internazionale di Castelbuono ( Castelbuono) - 20'15"5

1999
- 10ª al Giro podistico internazionale di Castelbuono ( Castelbuono) - 19'44"
- 11ª ai Mondiali militari di corsa campestre ( Mayport)

2000
- 12ª alla Maratona di Roma ( Roma) - 2h44'16"
- 5ª alla Maratona di Torino ( Torino) - 2h48'56"
- 5ª alla Roma-Ostia ( Roma) - 1h15'52"
- Bronzo al Giro podistico internazionale di Castelbuono ( Castelbuono) - 19'17"
- 21ª al Campaccio ( San Giorgio su Legnano) - 21'32"
- 10ª ai Mondiali militari di corsa campestre ( Algeri)

2001
- Oro alla Maratona d'Italia ( Carpi) - 2h33'38"
- 5ª alla Stralivigno ( Livigno), 22 km - 1h31'59"7
- 9ª al Giro podistico internazionale di Castelbuono ( Castelbuono) - 19'33"

2002
- 8ª al Giro podistico internazionale di Castelbuono ( Castelbuono) - 20'20"

2003
- Argento alla Maratona di Firenze ( Firenze) - 2h35'53"
- 6ª al Giro podistico internazionale di Castelbuono ( Castelbuono) - 20'04"

2004
- 6ª alla Stramilano ( Milano) - 1h17'02"
- 15ª ai Mondiali militari di corsa campestre ( Beirut) - 17'01"